# Government House (Wellington)

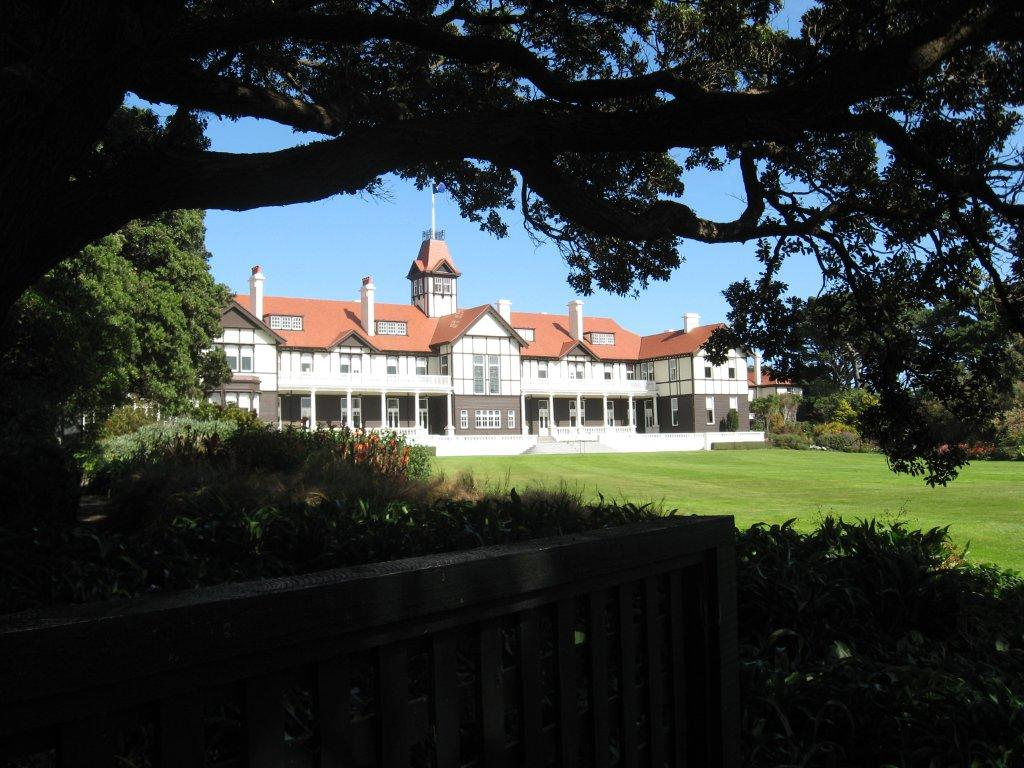
Das Government House in Wellington, Sitz des Generalgouverneurs von Neuseeland

Das Government House in Wellington ist die Residenz des Generalgouverneurs von Neuseeland. Das Gebäude wurde 1910 fertiggestellt und ist das dritte Government House in Wellington. Die beiden früheren Gebäude existieren nicht mehr.

## Geschichte

### Erstes Government House

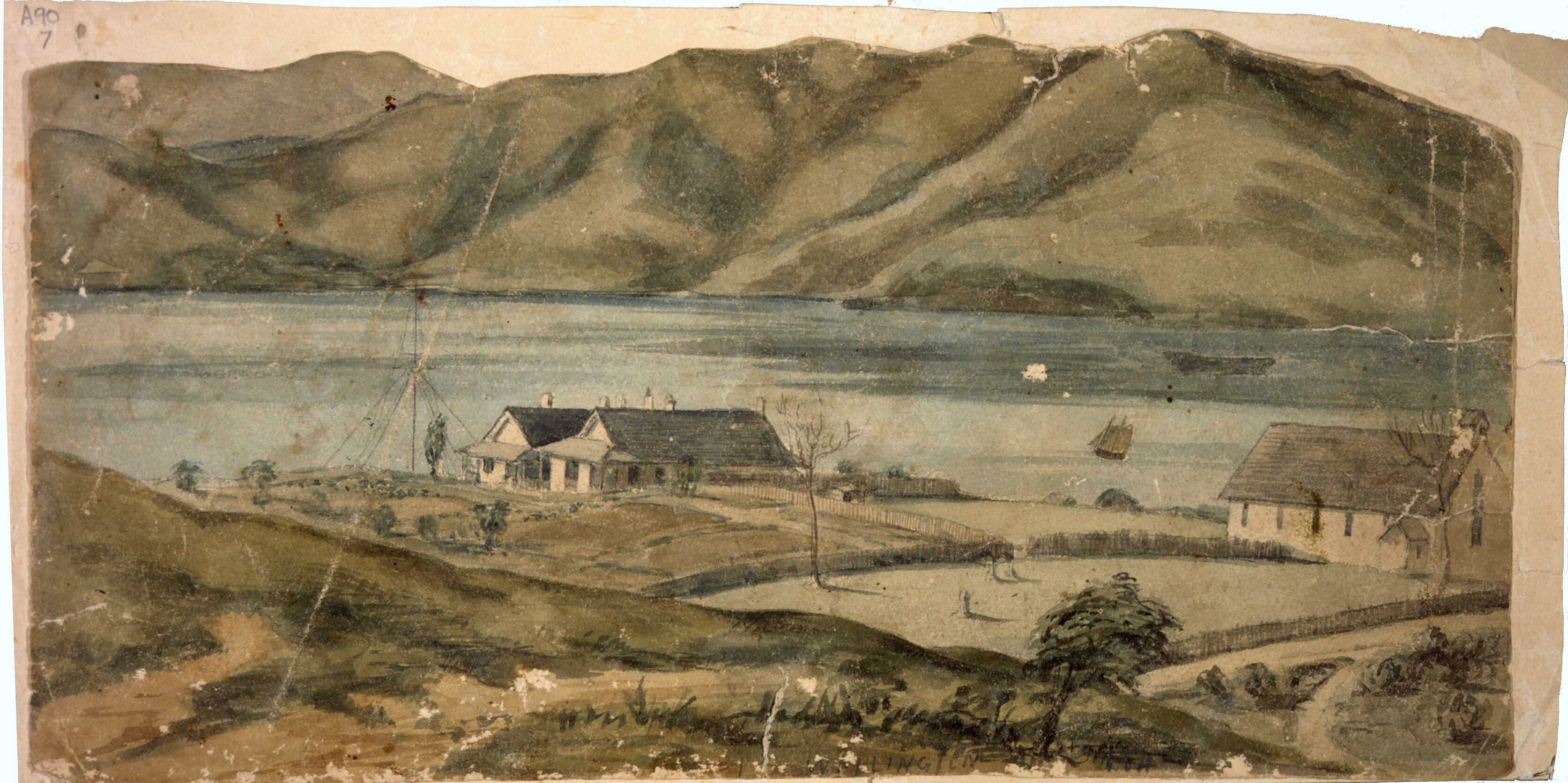
Erstes Government House, Gemälde von Robert Park (1812–1870) (ca. 1845), Alexander Turnbull Library, Wellington

Das erste Government House in Wellington wurde 1840 von William Hayward Wakefield, einem Vertreter der New Zealand Company in Neuseeland und Gründer der Stadt Wellington, gebaut. Das Gebäude war ein einfaches einstöckiges, aus Holz gebautes Haus mit einer Veranda. Es befand sich auf dem Regierungsgrundstück an der Stelle, wo sich heute die Stufen zum Eingang des Parlamentsgebäudes befinden. Von dort aus hatte man einen guten Blick auf den Wellington Harbour.
Nachdem Wakefield 1848 gestorben war und zwei Monate später durch das Marlborough-Erdbeben auch Wellington in Mitleidenschaft gezogen wurde, wurde das Haus von Wakefield als Hospital genutzt. Doch schon ein Jahr später wurde das Haus wieder zu repräsentativen Zwecken genutzt.
1865 zog der Gouverneur George Edward Grey in das Haus und machte es bis zum Ende seiner Amtszeit 1868 zu seinem Amtssitz. Danach wurde es nicht mehr als Amtssitz genutzt und 1871 abgerissen.

### Zweites Government House

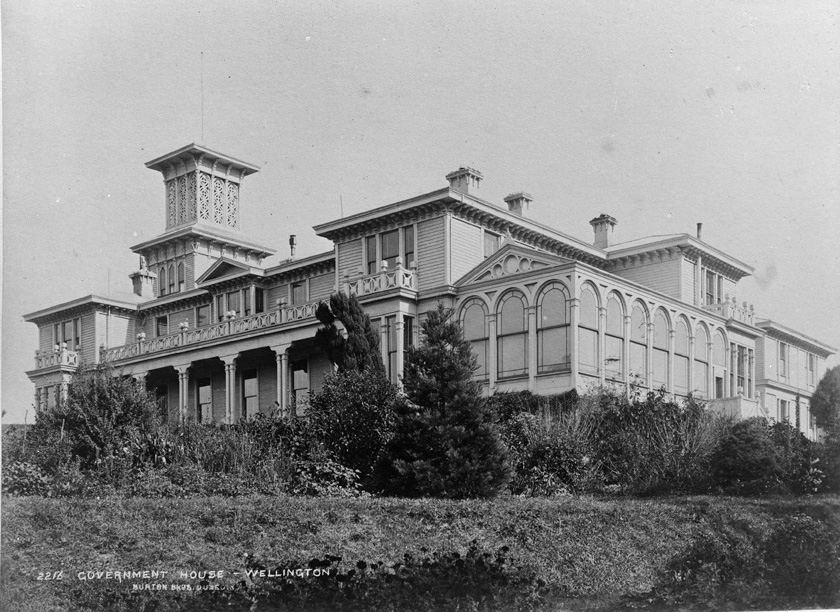
Zweites Government House (1882), Sir George Grey Special Collections, Auckland Libraries

Mit der Amtsübergaben von Gouverneur Grey zu seinem Nachfolger George Ferguson Bowen bezog dieser 1868 ein neu errichtetes Government House, das an dem Ort stand, wo sich heute das Beehive befindet. Das Haus, eine zweigeschossige Villa mit einem viergeschossigen Turm über dem Haupteingang war ausgesprochen großzügig angelegt. Es diente bis zum Jahr 1907 zehn Gouverneuren als Amtssitz. Als 1907 das in der Nähe stehende General Assembly Gebäude durch ein Feuer zerstört wurde, benötigte man das Government House provisorisch für parlamentarische Versammlungen.
William Plunket, letzter Bewohner des Government Houses, zog 1908 zu dem Anwesen des britischen Geschäftsmannes John Henderson Pollok Strang nach Palmerston North. Strang hatte bis zur Fertigstellung eines neuen Government Houses im Jahr 1910 sein Haus der Regierung überlassen. Danach wurde das Gebäude bis zu seinem Abriss im Jahr 1969 als Restaurant für die Parlamentarier genutzt. Das Gebäude musste dem Neubau des Beehive neben dem Parlamentsgebäude weichen.

### Drittes Government House
Mit dem Bau des dritten Government Houses wurde 1908 begonnen und 1910 fertiggestellt. Das Haus ist ein großes zwei-geschossiges repräsentatives Gebäude, symmetrisch angelegt und mit einem Turm in der Mitte, direkt über dem Haupteingang. In dem größtenteils aus Holz errichteten Gebäude befinden sich zahlreiche große und kleinere Räume, lange Korridore, ein Ballraum, ein großzügiges Treppenhaus und unter dem Dach zahlreiche Dachkammern. Das Anwesen wurde von dem Architekten der Regierung, John Campbell, und seinem Assistenten Claude Paton designed.
Der erste Gouverneur, der das Haus bezog, war John Poynder Dickson. Im Jahr 2008 wurde das Haus einer gründlichen Renovierung unterzogen und erdbebenfest gemacht. Diese Arbeiten zogen sich bis ins Jahr 2011 hin. Am 24. März 2011 wurde das Government Houses wieder seiner Bestimmung übergeben.